# St. Nikolaus (Hausen bei Geltendorf)

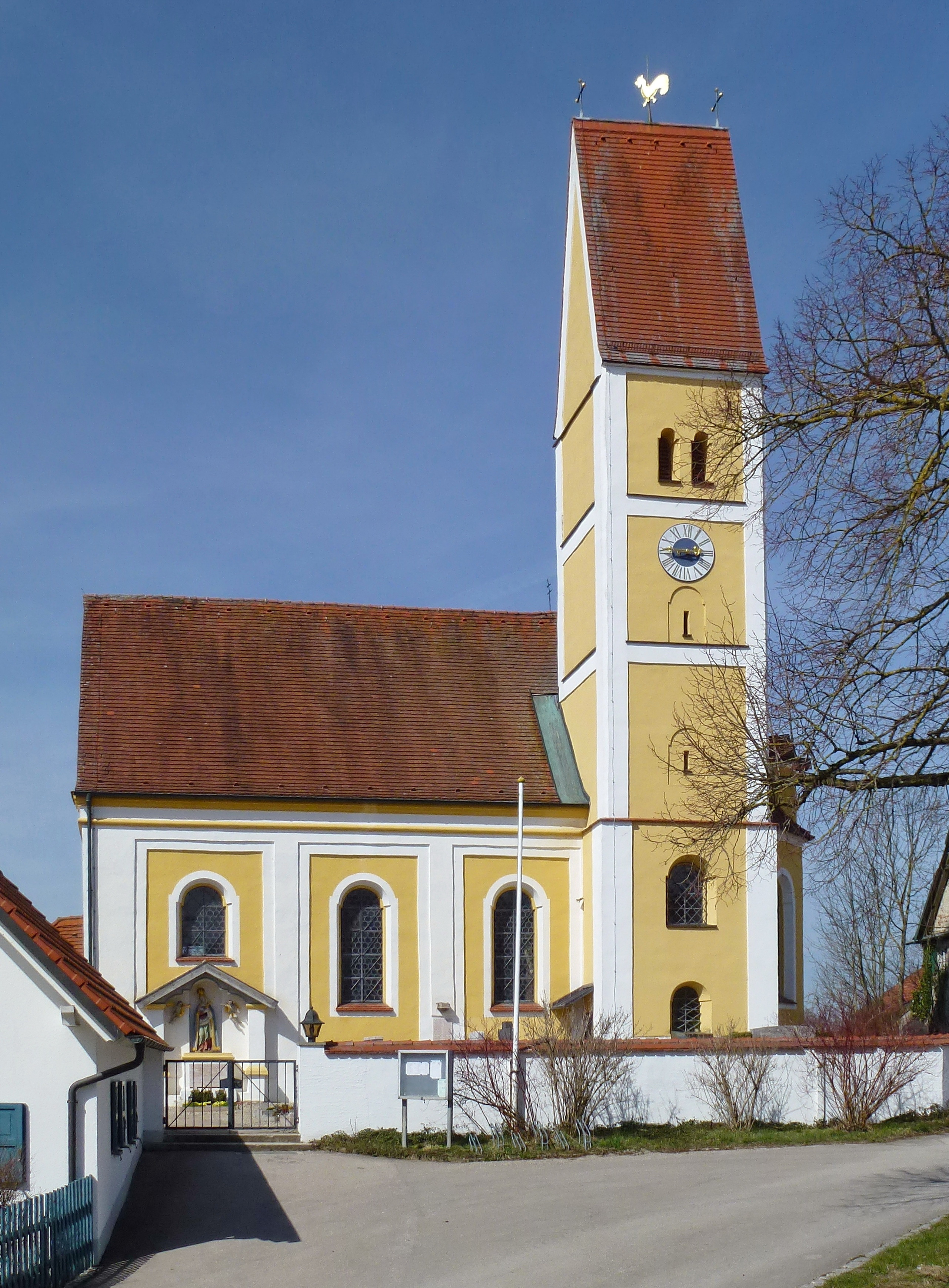
St. Nikolaus in Hausen bei Geltendorf

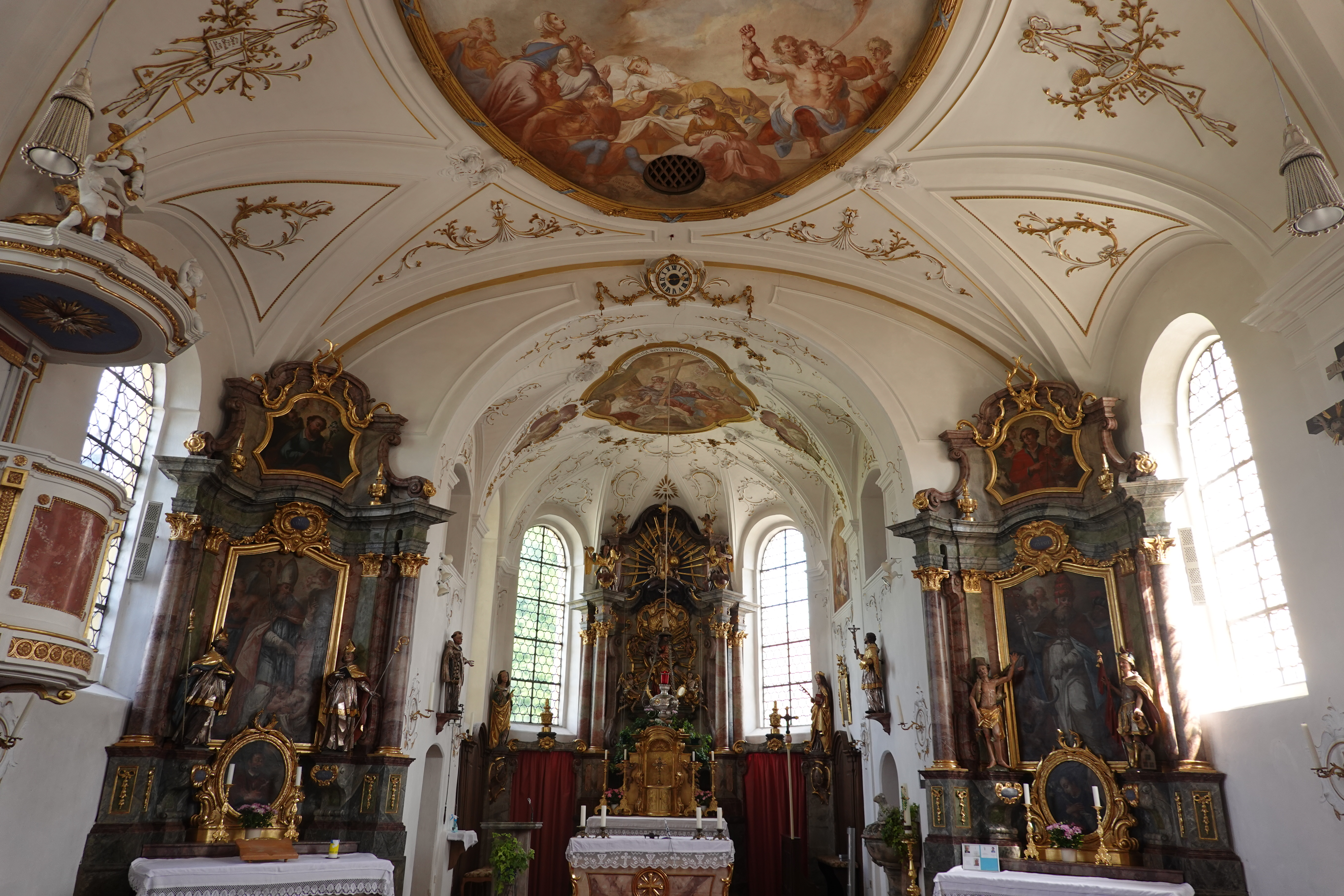
Innenansicht

Die römisch-katholische Pfarrkirche St. Nikolaus steht im Gemeindeteil Hausen bei Geltendorf der Gemeinde Geltendorf im oberbayerischen Landkreis Landsberg am Lech. Das Bauwerk ist in der Liste der Baudenkmäler in Geltendorf als Baudenkmal unter der Nr. D-1-81-122-11 eingetragen. Die Pfarrei gehört zum Dekanat Landsberg des Bistums Augsburg. Kirchenpatron ist Nikolaus von Myra.

## Beschreibung
Die Saalkirche wurde in der zweiten Hälfte des 17. Jahrhunderts auf gotischer Grundlage erbaut und 1754 und 1795 umgestaltet. Sie besteht aus dem Langhaus, dem eingezogenen, dreiseitig geschlossenen Chor im Osten, der Sakristei an der Nordwand und dem Chorflankenturm an der Südwand des Chors. Im obersten Geschoss des Turms steht hinter den Klangarkaden der Glockenstuhl mit vier Glocken. Im Geschoss darunter ist die Turmuhr untergebracht.
Den Stuck im Innenraum des Chors legte um 1754 Franz Xaver Schmuzer an. Die 1795 von Johann Baptist Anwander gestalteten Deckenmalereien zeigen im Chor Jesus Christus und Maria sowie im Langhaus Nikolaus von Myra als Schirmherr der Kranken.

## Orgel
Die Orgel mit sechs Registern auf einem Manual und Pedal wurde von Franz Borgias Maerz mit Kegelladen, pneumatischer Spiel- und Registertraktur im Jahr 1905 neu gebaut. Sie ersetzt ein Instrument von 1797. Die Disposition lautet:
| Manual       |    |
| Principal    | 8′ |
| Gedackt      | 8′ |
| Salicional   | 8′ |
| Octav        | 4′ |
| Traversflöte | 4′ |

| Pedal  |     |
| Subbaß | 16′ |

- Koppeln: M/P, Superoktavkoppel, Suboktavkoppel
- Spielhilfen: Tutti